# Жигмонд Баторі
Жигмонд Баторі (угор. Báthory Zsigmond, 20 березня 1572 —27 березня 1613) — великий  князь Трансильванії в 1586—1599 і 1601—1602 роках.

## Життєпис

### Молоді роки
Походив з династії Баторі, гілки Баторі-Шомльо. Син Криштофа Баторі, трансильванського князя, та Ержбети Бочкаї. Народився 1572 року в Вараді.Виховувався єзуїтами.
У 1581 році після смерті батька оголошений князем Трансильванії. Проте фактичну владу здійснювали представники короля Речі Посполитої Стефана Баторі, який одночасно був великим князем Трансильванії. Владу здійснювала рада на чолі із Денесом Чакі та Іштваном Бочкаї. Водночас угорський шляхтич Пал Мархазіза пропонував султанові 100 тис. флоринів в обмін на затвердження себе князем Трансильванії, а також збільшення данини османам. Його підтримав великий візир Коча Сінан-паша. Втім рада на чолі із Чакі та Бочкаї відкинула вимоги султанського уряду, що вимагав сплати збільшеної данину в обмін на збереження влади родом Баторі. Зрештою було сплачено звичайну данину у 15 тис. флоринів.
1583 року Стефан баторій замість ради шляхти призначив радників Шандора Кенді, Фаркаша Коважочі та Ласло Сомборі. 1585 року їх змінив кальвініст Янош Гичі. Після смерті Стефана Баторія 1586 року Жигмонд став одноосібним правителем. Був одним з претендентів на трон Речі Посполитої, але через молодий вік був відкинутий польською шляхтою. Залишався правити під орудою регента Гичі, який 1587 року надав допомогу королю Речі Посполитої Сигізмунду III проти Максиміліана Австрійського.

### Перше правління
Лише після набуття повноліття 1588 року Жигмонд Баторі набув повної влади. Але за пропозицією стриєчних братів Балтазара і Іштвана погодився на пропозицію сейму вигнати єзуїтів з Трансильванії. За це папа римський Сікст V відлучив Жигмонда від церкви. За протекцією кардинала Андраша Баторі у 1590 році відлучення було скасовано. Після цього 1591 року надав дозвіл на повернення єзуїтів. проводив політику на зміцнення католицтва в Трансильванії. Продовжуючи політику батька, також запросив до свого суду італійських художників та ремісників, зробивши їх своїми радниками чи дворецькими.
Політика Жигмонда викликала невдоволення протестантської знаті, яка вимагала від князя прийняття рішення лише за погодженням з радою. Водночас він вступив у конфлікт з Балтазаром, Іштваном і Андрашом Баторі. Зрештою 1592 року легат папи римського Аттіліо Амальтео домігся примирення між братами.
1593 року на вимогу османського султана надав допомогу Арону Тирану, молдавському господареві. Водночас планував одружитися з Анною Ваза (сестрою короля Сигізмунда III), щоб мати права на трон Речі Посполитої. Проте цей план провалився.
1594 році османський султан Мурад III став готуватися до нової війни проти Священної Римської імперії. Водночас планувалося втручання османів в справи Трансильванії. Під впливом цього Жигмонд Баторі долучився до Священної ліги, яку організував папа римський Климент VIII. Цьому також сприяли успіхи імператора Рудольфа Габсбурга проти османів. Проте знать відмовилася підтримати дії князя. У відповідь Жигмонд зрікся влади на користь Балтазара Баторі, але його не визнала знать й вмовила Жигмонда повернутися на трон. після цього князь наказав стратити противників війни з Османською імперії, серед яких був Балтазар Баторі. Багато їхніх родичів перейшли в католицизм, щоб запобігти конфіскації їхніх маєтків.
1595 року Трансильванія офіційно доєдналася до Священної Ліги, а імператор Рудольф II визнав спадкове право Баторі керувати Трансільванією й передав Жигмондові Березовський, Угочанський і Марамороський комітати. Для зміцнення союзу Баторі одружився з представницею династії Габсбург. Того ж року господар Михайло Хоробрий визнав зверхність Жигмонда над Валахією. Втім Арон Тиран відмовився підкорятися Трансильванії. У відповідь війська Баторі вдерлися до Молдавії, поваливши Арон. Новим господарем став Стефан Разван, що визнав зверхність Трансильванії. Але вже в серпні війська Речі Посполитої повалили Развана, поставивши свого васала — Єремію Мовіле.Жигмонд Баторі надав війська Стефану Развану, але той у битві біля Сучави у грудні 1595 року зазнав поразки, потрапив у полон й був страчений.
Водночас Жигмонд Баторі вимушений був зосередити усю увагу на Валахії, куди вдерлися османські війська на чолі із великим візиром Кочасінан-пашою. Господар Михайло Хоробрий вимушений був відступити до кордону з Трансильванією. Для поповнення свого війська Баторі запропонував секеям долучитися до його війська в обмін на повернення їх колишніх прав. В результаті 23 тис. секеїв поповнили військо Трансильванії. В результаті війська під орудою Іштвана Бочкаї в жовтні 1595 року завдали поразки османам у битві біля Джурджи. Але Жигмонд Баторі відмовився повертати секеям їх права. У відповідь останні, скориставшись поїздкою Жигмонда до імператора Рудольфа II 1596 року підняли повстання, яке придушив Іштван Бочкаї.
Навесні 1596 року продовжив війну проти османської імперії. Втім спроба захопили Темішоару виявилася невдалою. Після цього доєднався до імператорського війська на чолі із Максиміліаном Габсбургом. Але той у жовтні 1596 року зазнав поразки у Керестецькій битві. Внаслідок цього Трансильванія опинилася у складній ситуації. Жигмонд вів перемовини з імператором та османським султаном, намагаючись вийти з війни. При цьому відновив католицьке єпископство в Альба-Юлії.

### Зречення
1597 року підписав угоду з Рудольфом II про передачу Трансильванії імператорові. Натомість Баторі мав отримати Опольсько-ратиборське князівство і щорічну платню в 50 тисяч талерів. 1598 року угоду затвердив сейм Трансильванії. Намісником було призначено Максиміліана Габсбурга. Втім того ж року повернувся до Трансилвьанії, де здобув підтримки Іштвана Бочкаї. Незабаром на бік Баторі перейшло більшість шляхти. Але залога Вараду зберегла вірність імператору. Цим розгардіяшем скористалося османське військо, що вдерлося до Трансильванії. Спроби Жигмонда укласти мир з султаном виявилися марними.
1599 році Жигмонд зрікся на користь стриєчного брата Андраша Баторі. Того ж року анулював шлюб з дружиною, після цього перебрався до Речі Посполитої. Втім після загибелі Андраша у 1600 році Жигмонд оголосив про бажання повернутися на трон. На той час в Трансиванії урядував Михайло Хоробрий як намісник імператора.
В цей час Іштван Чакі розпочав бойові дії проти Михайла Хороброго, який 1601 року вимушений був залишити Трансильванію. Слідом за цим через Молдавію за підтримки польських загонів та запорізьких козаків Жигмонд Баторі увійшов до Трансильванії.

### Друге панування
4 лютого 1601 року Жигмонд Баторі був оголошений князем Трансильванії на сеймі в Коложварі. Але невдовзі Михайло Хоробрий та імперський найманець Джорджо Баста атакували Баторі, який у битві біля Гуруслеу 3 серпня зазнав поразки.
Вбивство 9 серпня Михайла дозволило Баторі повернути владу в Трансильванії вже у вересні. За підтримки османських загонів відновив владу над усім князівством, окрім Коложвара. Проте Жигмонд Баторі відчував непевність свого становище. Тому 1602 року остаточно зрікся влади, передавши її імператорському наміснику Джорджо Басті. Після цього перебрався до Праги.

### Останні роки
У 1605 і 1606 роках відкидав пропозиції імператора, Венеції та Іспанії повернути собі владу. У 1607 році отримав маєтність Лібоховіце, де провів решту життя. Помер 1613 року.

## Особисте життя
Відзначався амбіціями, хитрістю та впертістю. Водночас був досить побожним й вірним католицизму.
6 серпня 1595 Жигмонд одружився з Марією Христиною Габсбургською, племінницею Рудольфа II. Однак шлюб так і не був консумований. Жигмонд звинуватив Маргіт Майлат (яка була матір'ю його страченого двоюрідного брата, Бальтазара Баторі) у чаклунстві, що спричинило його імпотенцію. Історик Ласло Надь вказує, що в джерелах відсутні відомості про стосунки Жигмонда з жінками й тому напевне він був гомосексуалом.